# Villa Pancho (Teksas)
Villa Pancho je naseljeno mjesto za statističke potrebe u američkoj saveznoj državi Teksas. Prema popisu stanovništva iz 2010. u njemu je živjelo 788 stanovnika.